# Motor de esqueleto externo
El concepto de motor exoskeletal (motor de esqueleto externo) representa un cambio de paradigma en el diseño de la turbomaquinaria. Este concepto utiliza un diseño de rotor de tipo tambor para la turbomaquinaria, en la cual las láminas de rotor están conectadas al tambor de giro externo. Por consiguiente, las láminas están principalmente en compresión radial a diferencia de la tensión radial, y los portes están localizados entre el anillo externo y la cáscara de motor. 
Para motores grandes, uno de los desafíos principales está en el porte del diseño, y los portes magnéticos han sido sugeridos como una posible solución a este problema. El diseño de rotor de tambor permite a la turbomaquinaria ser fabricada usando materiales CMC, que pueden funcionar a temperaturas más altas que las aleaciones metálicas típicamente usadas en los componentes de la turbomaquinaria. Este es un rasgo beneficioso para sistemas de propulsión hipersónicos, donde las altas temperaturas de estancamiento pueden exceder los límites de los materiales tradicionales de la turbomaquinaria.